# Козма, Иштван
Иштван Козма (венг. Kozma István; 27 ноября 1939, Будапешт — 9 апреля 1970, Будапешт) — венгерский борец классического и вольного стиля, двукратный чемпион Олимпийских игр, трёхкратный чемпион мира, чемпион Европы, 10-кратный чемпион Венгрии по классической борьбе (1959—1968), 4-кратный чемпион Венгрии по вольной борьбе (1962, 1965—1968). Лучший венгерский борец-тяжеловес классического стиля.

## Биография
Иштван Козма родился в 1939 году в Будапеште. В юности занимался баскетболом, играл за юношескую команду Ganz-Mávag но в 1956 году известный спортсмен и тренер спортивного клуба «Вашаш» Лайош Керестеш переманил юношу в борьбу. С самого начала Иштван Козма совмещал занятия как классической, так и вольной борьбой, но в основном концентрировался на классической борьбе. В 1957 году, всего через год после начала занятий, становится чемпионом Венгрии по классической борьбе среди юниоров, в 1959 году — чемпионом страны среди взрослых, в 1960 году был приглашён в сборную Венгрии.
Был включён в олимпийскую команду и на Летних Олимпийских играх 1960 года в Риме боролся в весовой категории свыше 97 килограммов (тяжёлый вес). Победитель определялся по минимальному количеству штрафных баллов: за чистую победу (туше) штрафные баллы не начислялись, за победу по решению судей начислялся один штрафной балл; за чистое поражение начислялись 4 штрафных балла, за поражение по очкам начислялись три штрафных балла, за ничью — два штрафных балла. Спортсмен, получивший до финальных схваток 6 штрафных баллов, выбывал из турнира. Когда оставалось три или меньше борцов, они разыгрывали между собой медали. В категории боролись 12 спортсменов.
В схватках:
- в первом круге выиграл решением судей у Дэйла Льюиса (США) и получил 1 штрафной балл;
- во втором круге проиграл решением судей Радославу Косабову (Болгария) и получил 3 штрафных балла;
- в третьем круге выиграл решением судей у Адельмо Булгарелли (Италия) и получил 1 штрафной балл;
- в четвёртом круге выиграл решением судей у Лучена Сосновски (Польша) и получил 1 штрафной балл;

По сумме штрафных баллов на медали претендовать не смог, и занял четвёртое место
В 1961 году стал третьим на чемпионате мира в Иокогаме, при этом медали, исходя из равного количества штрафных баллов, распределялись жеребьёвкой, и Иштван Козма, как самый тяжёлый, получил бронзу. В 1962 году стал чемпионом мира, победив в финале Анатолия Рощина, ставшего в дальнейшем постоянным и основным конкурентом венгерского борца на чемпионатах мира. В 1963 году на чемпионате мира остался только пятым.
Был включён в олимпийскую команду и на Летних Олимпийских играх 1964 года в Токио боролся в весовой категории свыше 97 килограммов (тяжёлый вес). В категории боролись 11 спортсменов. За несколько дней до Олимпиады Иштван Козма получил серьёзную травму колена на тренировке, и выступал на соревнованиях вопреки рекомендациям врачей.
Победитель турнира определялся по количеству штрафных баллов к окончанию турнира, штрафные баллы начислялись борцу в любом случае, кроме чистой победы, так победа по решению судей приносила 1 штрафной балл, проигрыш по решению судей 3 штрафных балла. Участник, набравший 6 штрафных баллов выбывал из турнира.
В схватках:
- в первом круге на 2-й минуте тушировал Цунэхару Сугияму (Япония;
- во втором круге выиграл у Хамита Каплана (Турция) ввиду неявки соперника;
- в третьем круге не участвовал;
- в четвёртом круге решением судей выиграл у Вильфрида Дитриха (Германия), получив 1 штрафной балл;
- в пятом круге на 3-й минуте тушировал Петра Кмента (Чехословакия);
- в финальной схватке с Анатолием Рощиным (СССР) для победы венгерскому борцу было достаточно ничьи, которая и была зафиксирована, и Иштван Козма стал олимпийским чемпионом.

Со слов Анатолия Рощина:

В 1964-м в Токио встретился в финале с венгром Иштваном Козьмой. Рост у него 205 см, вес 167 кг, а у Рощина 194 см и 120 кг — у меня не хватало рук его обхватить. Кстати, в прошлом мы оба были баскетболистами. Обидно, но золотой медали меня лишили судьи. Козьма избрал сугубо оборонительную тактику, все время старался выйти за ковер, избегал борьбы, а я ничего не могу с ним сделать. Поединок наш закончился вничью. Но так как у меня на один штрафной балл было больше, «золото» отдали венгру. Наутро он пришёл ко мне в номер и сказал: «Забирай, Толя, мою золотую медаль. Она по праву твоя. Судьи напортачили»— http://www.wrestrus.ru/users/1198/
Оценивая комментарий Анатолия Рощина следует иметь в виду, что борцы «терпеть не могли друг друга»
Затем Иштван Козма, завоевав на чемпионате мира 1965 года серебро, выиграл последующие два чемпионата мира (1966, 1967), в 1967 году победил на чемпионате Европы.
Был включён в олимпийскую команду и на Летних Олимпийских играх 1968 года в Мехико боролся в весовой категории свыше 97 килограммов (тяжёлый вес). В категории боролись 15 спортсменов. Формат соревнований остался прежним. К соревнованиям борец подошёл вновь травмированным — прищемил пальцы руки дверью автобуса, и потребовалась операция.
В схватках:
- в первом круге участия не принимал;
- во втором круге на 6 минуте тушировал Константина Бучеу (Румыния);
- в третьем круге на 1 минуте тушировал Ёрихидэ Исогаи (Япония);
- в четвёртом круге на 1 минуте тушировал Раймона Уйтохагэ (Франция);
- в пятом круге на 10 минуте тушировал Стефана Петрова (Болгария);

К финальной схватке с Анатолием Рощиным венгерский борец подошёл вообще без штрафных очков, уверенно разобравшись со всеми соперниками (так, французский соперник продержался полминуты, а японский на 8 секунд больше). Анатолий Рощин оступился в одной схватке, где хотя и победил немца Роланда Бока, но победил не чисто, и получил один штрафной балл. Таким образом, вновь для звания олимпийского чемпиона Иштвану Козме было достаточно свести схватку вничью, что он и сделал.
Со слов Анатолия Рощина:

Вновь мы с Козьмой в финале. Он меня гораздо моложе, да я ещё нелепую травму сустава получил. Десять дней вообще не боролся. Иштван опять закрылся, никак мне к нему не подобраться, никак прием не провести. Ну, думаю, на этот раз ты от меня не уйдешь. Включил все свои обороты. Но попробуйте потаскать по ковру почти 170 кг! Тем не менее довел его до такого состояния, что он упал на ковёр и не мог встать. Дали ему предупреждение за пассивность. До золотой медали — рукой подать, мне надо было заработать один-единственный технический балл. Не удалось. К исходу десятой минуты дало себя знать высокогорье мексиканской столицы. Я устал, дыхания нет.— http://www.wrestrus.ru/users/1198/
В 1970 году, после выступления на традиционном борцовском турнире в Будапеште, поехал на автомобиле со своим тренером. Когда Иштван Козма вышел из автомобиля на перекрёстке улицы Конституции и улицы Армии, на него наехал автобус. В результате происшествия борец получил тяжёлые травмы: десять переломов рёбер и повреждение почки. Последнее повреждение оказалось фатальным, так как у Иштвана Козмы с рождения была всего одна почка. После нескольких хирургических операций, через пять дней после аварии, борец умер в больнице. Похоронен на Новом общественном кладбище в Будапеште.
Иштван Козма носил прозвище «Пичи» (крошка, крошечный), в противовес своим физическим данным. Также прозвищем подчёркивался его весёлый характер за пределами борцовского ковра, талант комика и постоянная шутливость.
Со слов очевидца на чемпионате Европы 1967 года в Минске:

Стоит группа венгерских борцов, в центре которой возвышается над всеми двухметровый гигант Иштван Козма и видимо рассказывает что-то очень смешное, так как вся группа покатывается со смеху. Я невольно остановился, не часто приходилось видеть «живьём» таких выдающихся борцов как Козма. Я смотрю на Козму и вдруг вижу, как его лицо мгновенно изменилось. Из бесшабашного весёлого парня он мгновенно превратился в жестокого и беспощадного монстра. В таком состоянии человек готов на всё… Я никак не могу понять, что же случилось. И вдруг вижу, по коридору идёт Николай Шмаков и, особенно не обращая внимание на венгерских борцов, проходит мимо…— http://mywrestling.narod.ru/HTML/besedipsiholpka.html
В память о борце проводится ежегодный турнир и создан фонд его имени.